# Tramway de Liepāja
Le tramway de Liepāja est le réseau de tramways circulant dans la ville lettone de Liepāja. Il s'agit d'un des trois réseaux de tramway de Lettonie, et le plus vieux réseau des pays baltes. Il comporte une ligne unique, longue de 6,9 kilomètres et desservant 15 arrêts.
Il y a 16 tramway : 11 Tatra KT4D et 5 Tatra KT4SU.

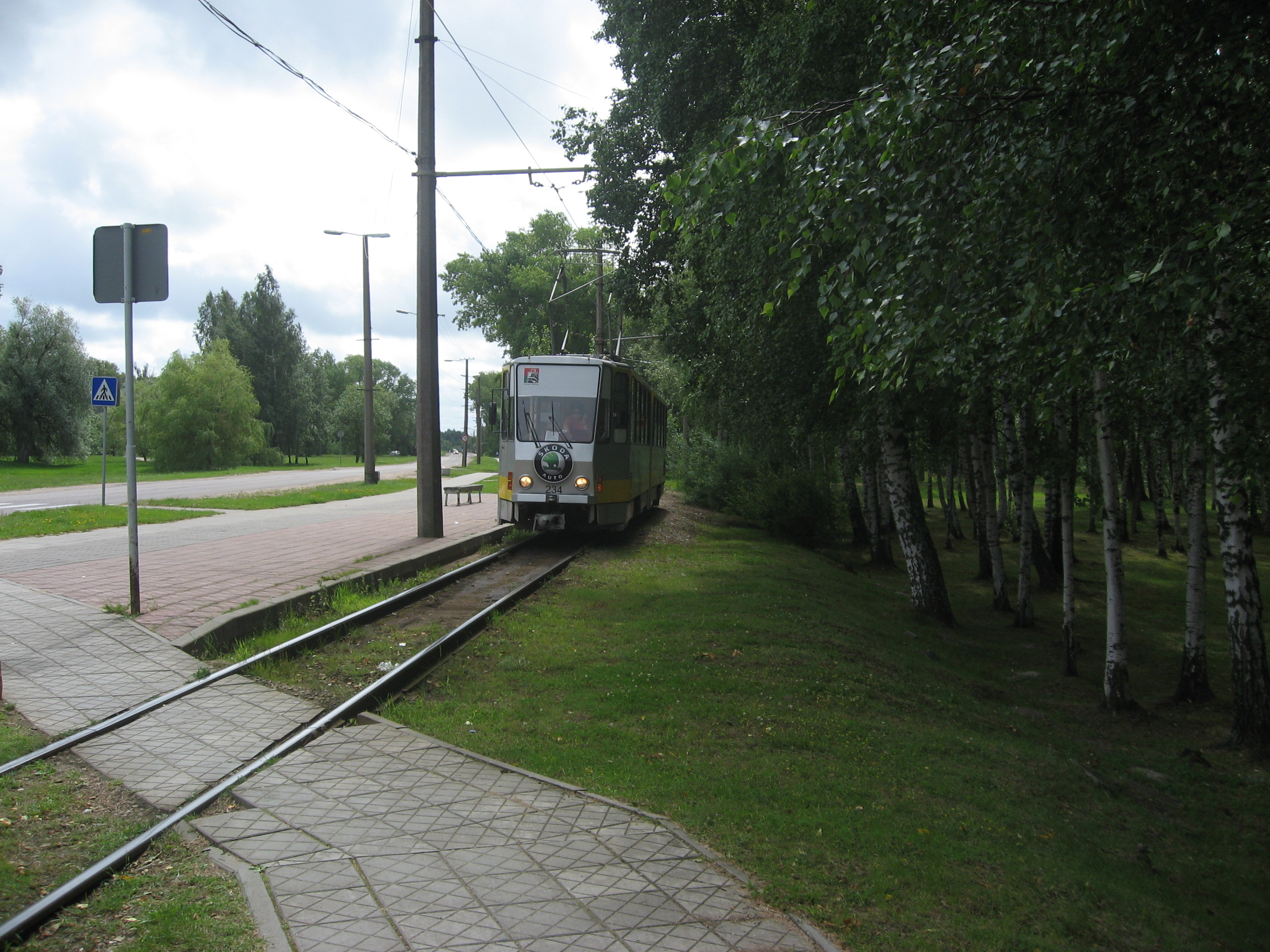
Tramway a Liepāja

## Histoire

### 1899

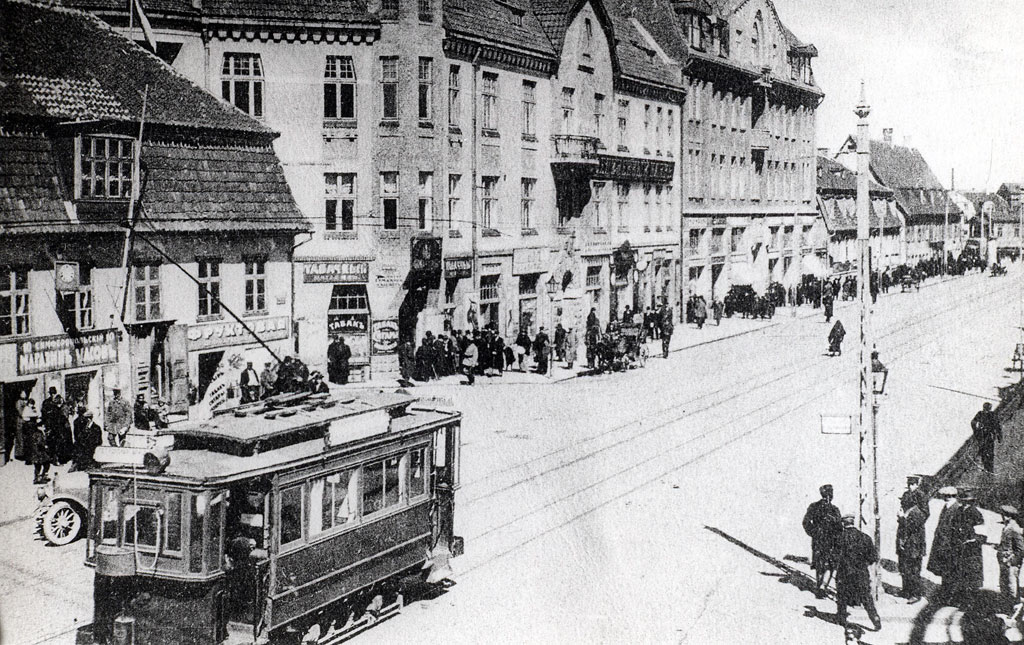
Tram No. 1 at Liela St.

La première ligne de tramway électrique dans les États baltes a été fondée à Liepāja, le 26 septembre 1899. Les neuf premiers tramways utilisés par l'entreprise ont été fabriqués par Herbrand (basé à Köln, Allemagne). La première ligne de tramway a été construite à Karosta.

### 1903
En 1903, l'entreprise commande six nouveaux tramways à Herbrand. Les nouveaux tramways ont reçu les numéros 10 à 16.

### 1904
Une ligne de tramway à double sens a été construite dans la rue Liela, dans le centre-ville.

### 1940
Le 18 mars 1941, pour la première fois depuis 1899, une femme (Anna Cekuse) est devenue la conductor.

### 1957
En 1957, la ville a reçu 8 tramways Gotha T57 portant les numéros 125–132.

### 1960
Liepāja a reçu 10 nouveaux tramways Gotha Т59Е avec les numéros 139–148 en 1961. En 1962 a été acheté 8 nouveaux Tatra T2-62 avec les numéros 149–156.

### 1970
En 1974, Liepājas tramvajs a transporté 12 millions de passagers.

### 1990
De nouveaux arrêts de tramway ont été construits à Liepāja par EuroAWK

### 2007
À Liepāja, les plans d'extension de la ligne de tramway au quartier Ezerkrasts ont été largement discutés.
L'entreprise commence à proposer un nouveau service — le paiement des tickets de tram au moyen de SMS. Ce service a été développé en coopération avec la société de Riga Citycredit.

### 2013
la ligne de tramway vers le quartier Ezerkrasts est réalisée

### 2018
En 2018, 12 tramways à plancher surbaissé Končar NT2300 ont été commandés, la première livraison ayant lieu en novembre 2020, et un tramway KONCAR NT2300 devrait être dans les rues de Liepāja d'ici la fin de 2020.

### Octobre 2020
Le premier tramway à plancher surbaissé KONCAR NT2300 est testé dans les rues de Zagreb, 2 conducteurs de tramway et 2 techniciens de Liepaja se rendent à Zagreb, pour apprendre à conduire le tramway KONCAR NT2300, un plan a également été élaboré pour étendre la ligne de tramway pour aller à k- marché senukai, pour traverser le quartier de Laumas et se rendre au pont de Karostas.

### 10 novembre 2020
La livraison |KONCAR NT2300 a commencé à Liepāja. Il s'agit du premier tramway croate à être livré dans un autre pays. Le premier nouveau tramway de Liepāja a été numéroté ''250'', ce qui signifie que les 13 autres tramways recevront des numéros de 251 à 262.

### 17 novembre 2020
Le premier KONCAR NT2300 a été livré à Liepāja et a commencé son service à Liepaja, les anciens tramways sont numérotés à 247, le numéro 248 sera attribué au nettoyeur de voie "blanc neige" et le numéro 249 sera attribué à un tramway technique lorsqu'il seraacheté à l'avenir, il y a également une discussion pour acheter deux autres tramways, donc Liepāja aura 14 nouveaux tramways au total, les deux nouveaux tramways devraient également arriver à Liepāja en janvier 2021 mais les six premiers devraient tous être livrés d'ici mai 2021, les nouveaux tramways ne devraient pas traverser les rues de Liepaja avant 2021, date à laquelle le deuxième KONCAR NT2300 sera livré à Liepaja.

### 18 février 2021
Les deuxième et troisième KONCAR NT2300 ont été livrés à Liepaja, mais depuis le 18 février, les conducteurs de tramway de Liepaja ont commencé à se former à la conduite des tramways KONCAR NT2300. Les nouveaux tramways devraient être en service dans le courant du mois de mars.

### 18 mars 2021
Les tramways KONCAR NT2300 entrent en service lors du 396e anniversaire de Liepaja, actuellement les 6 KONCAR NT2300 sont en service

### 21 novembre 2022
Le dernier modèle de KONCAR NT2300 a été amené à Liepāja, qui compte désormais 14 tramways.

## Flotte

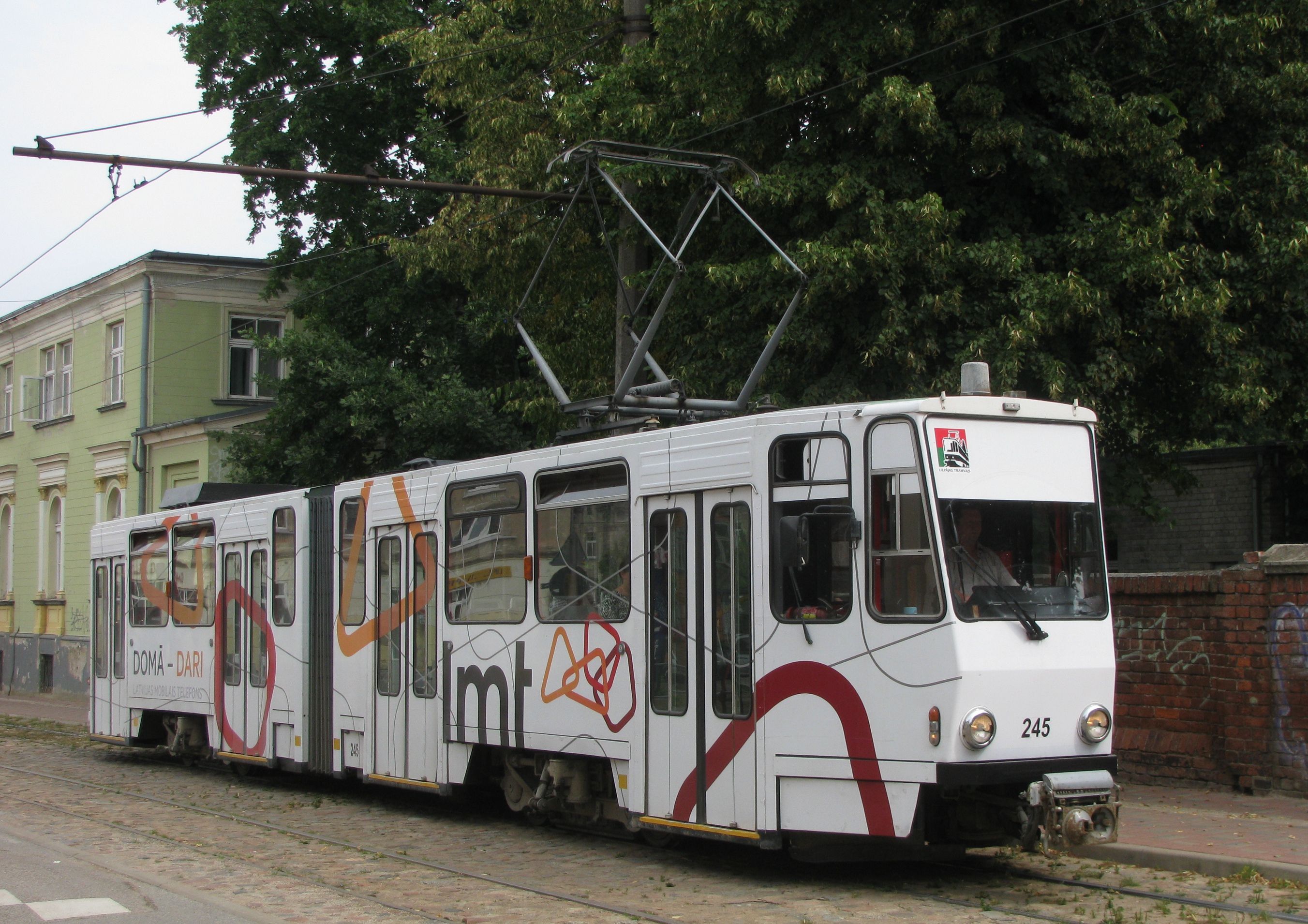
Tatra KT4D à Liepāja en juillet 2013 (les tramways ne circulent pas sur le côté gauche des voies à Liepaja comme le montre cette image)

Le parc actuel se compose de cinq tramways Tatra KT4SU nouvellement livrés, onze tramways de type KT4D anciennement en service à Cottbus, Gera et Erfurt, six Končar NT2300, dont deux sont en service et un nettoyeur de voies de tramway appelé 'Snow White', qui a été construit vers les années 1920 et reconstruit en 1954, et est le seul tramway de cette époque qui est encore en état de fonctionnement. Cette flotte de tramways est actuellement la plus ancienne des pays baltes.

## Billets & prix
| Année        | Prix                                     | Devise            |
| ------------ | ---------------------------------------- | ----------------- |
| 1900         | 0,02-0,05                                | Rouble impérial   |
| 1933         | 0,10-0,15                                | lats lettons      |
| 1946         | 0,20-0,40                                | rouble soviétique |
| 1947-1990    | 0,03                                     | rouble soviétique |
| 1994-2006    | 0,25                                     | lats              |
| 2007-2011    | 0,30                                     | lats              |
| 2012-2014    | 0,38-0,50                                | lats              |
| 2014-2016    | 0,38-0,50                                | euros             |
| 2016-présent | 0,80 (si vous achetez d'autres endroits) | euro              |
| 2020-présent | 1,00 (si achat auprès du chauffeur)      | euro              |